# Duitse Rijksdagverkiezingen 1898

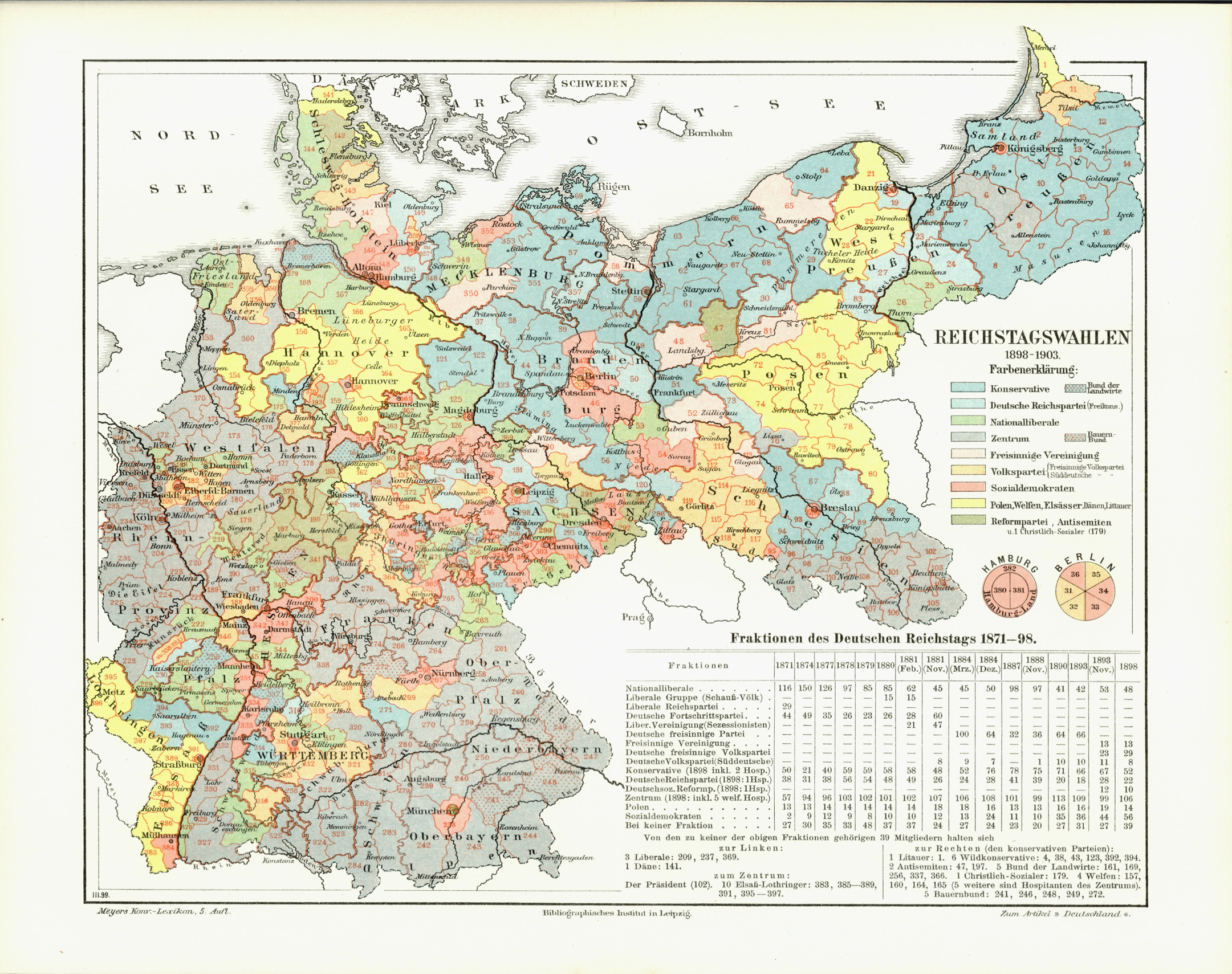
Verkiezingsuitslag per kiesdistrict

De Rijksdagverkiezingen van 1898 vonden plaats op 16 juni 1898. Het waren de verkiezingen voor de 10e Rijksdag en de laatste federale verkiezingen in het Duitse Keizerrijk van de negentiende eeuw.
De opkomst lag rond de 68% en lag lager dan die bij de rijksdagverkiezingen van 1893.
Winst was er voor de rooms-katholieke Centrumpartij (Zentrumspartei), de Sociaaldemocratische Partij van Duitsland (Sozialdemokratische Partei Deutschlands) en de links-liberale Vrijzinnige Volkspartij (Freisinnige Volkspartei).
De rechtse, regeringsgezinde partijen, de Duitse Conservatieve Partij (Deutschkonservative Partei), de Duitse Rijkspartij (Deutsche Reichspartei) en de Nationaal-Liberale Partij (Nationalliberale Partei) verloren zetels.
De regionale partijen, de Duits-Hannoveraanse Partij (Deutsch-Hannoversche Partei) en de Lijst Elzas-Lotharingen (Liste Elsaß-Lothringen) wonnen zetels.
Hoewel de regeringsgezinde partijen flink hadden verloren, kon rijkskanselier Chlodwig Fürtst zu Hohenlohe-Schillingfürst - en vanaf 1900 zijn opvolger Bernhard von Bülow - rekenen op een kamermeerderheid van conservatieven en een deel van de rooms-katholieken en links-liberalen.

## Uitslag
| Partij                                                                              | zetels   |
| ----------------------------------------------------------------------------------- | -------- |
| Centrumpartij (Zentrumspartei)                                                      | 102 (+6) |
| Sociaaldemocratische Partij van Duitsland (Sozialdemokratische Partei Deutschlands) | 56 (+12) |
| Duitse Conservatieve Partij (Deutschkonservative Partei)                            | 56 (+16) |
| Nationaal-Liberale Partij (Nationalliberale Partei)                                 | 46 (-9)  |
| Vrijzinnige Volkspartij (Freisinnige Volkspartei)                                   | 29 (+5)  |
| Duitse Rijkspartij (Deutsche Reichspartei)                                          | 23 (-5)  |
| Poolse Lijst (Polnische Liste)                                                      | 14 (-5)  |
| Antisemieten (Antisemiten)                                                          | 13 (-3)  |
| Vrijzinnige Vereniging (Freisinnige Vereinigung)                                    | 12 (-1)  |
| Lijst Elzas-Lotharingen (Liste Elsaß-Lothringen)                                    | 10 (+2)  |
| Duits-Hannoveraans Partij (Deutsch-Hannoversche Partei)                             | 9 (+2)   |
| Duitse Volkspartij (Deutsche Volkspartei)                                           | 8 (-3)   |
| Overigen                                                                            | 3 (-4)   |
| Landbouwersbond (Bund der Landwirte)                                                | 6 (+6)   |
| Beierse Boerenbond (Bayerischen Bauernbund)                                         | 5 (+1)   |
| Deense Lijst (Dänische Liste)                                                       | 1 (-)    |
| www.dhm.de                                                                          |          |
| Totaal                                                                              | 397      |

## Voetnoten
1. ↑  1 onafhankelijke conservatief en 6 onafhankelijke liberalen